# Falco berigora
Il falco bruno (Falco berigora) è un membro dei genere dei falchi che vive nelle regioni asciutte dell'Australia. Il nome specifico berigora deriva dal termine con cui veniva indicato dagli aborigeni.

## Descrizione
Benché sia grande come gli altri falchi, ha ali meno robuste e zampe più lunghe e sottili con artigli meno forti. La lunghezza della femmina, leggermente più grande del maschio, è di circa 45 centimetri.
La testa ed il dorso sono di colore bruno rossiccio, mentre la gola, il petto ed il ventre sono chiari.

## Distribuzione e habitat
Il falco bruno si trova in Australia, in Tasmania e nel Nuovo Galles del Sud.

## Alimentazione
Si ciba preferibilmente di rettili, uccelli, piccoli mammiferi ed insetti.